# Trachelomonas
Trachelomonas es un género de algas unicelulares del grupo de los euglénidos caracterizado por la presencia de una cubierta protectora denominada lorica. Los detalles de la estructura de la lorica determinan la clasificación de las distintas especies del género. La lorica puede ser esférica, elíptica, cilíndrica o periforme (con forma de pera) y medir entre 5 y 100 μm de diámetro o de longitud. La superficie de la lorica puede ser suave, puntuada o estriada y de color amarillo, marrón o hialino. Estos colores son debidos a la acumulación de hidróxido férrico y óxido mangánico depositados con los mucílagos y minerales que componen la lorica.
En Trachelomonas, la presencia de una lorica oscurece los detalles citoplasmáticos en la observación de las células. En cada célula de Trachelomonas existen un agujero en la lorica que permite salir al flagelo. El engrosamiento de la lorica en torno a este agujero le da la apariencia de un anillo o collar. Durante la reproducción asexual, el núcleo se divide dando lugar a dos células, una de las cuales sale a través de un agujero en la lorica. Esta nueva célula entonces sintetiza una nueva lorica.
1. ↑  Adl, S.M. et al. (2012). The revised classification of eukaryotes. Journal of Eukaryotic Microbiology, 59(5), 429-514
2. ↑  Kim, J. I., Linton, E. W., & Shin, W. (2015). Taxon-rich multigene phylogeny of photosynthetic euglenoids (Euglenophyceae). Frontiers in Ecology and Evolution, 3, 98.
3. ↑  Marin, B., Palm, A., Klingberg, M., & Melkonian, M. (2003). Phylogeny and taxonomic revision of plastid-containing euglenophytes based on SSU rDNA sequence comparisons and synapomorphic signatures in the SSU rRNA secondary structure. Prostituciones sexis

- Datos: Q146181
- Multimedia: Trachelomonas / Q146181
- Especies: Trachelomonas

Viven